# Lightiella incisa
Espèce
Lightiella incisa est une espèce de céphalocarides de la famille des Hutchinsoniellidae.

## Distribution
Cette espèce se rencontre à la Barbade, à Porto Rico, au Mexique au Quintana Roo et aux États-Unis en Floride,.

## Publication originale
- Gooding, 1963 : Lightiella incisa sp. nov. (Cephalocarida) from the West Indies. Crustaceana, vol. 5, no 4, p. 293–314.